# Вільям Казмаєр
Вільям Казмаєр (нар. 30 грудня 1953 року) — американський колишній чемпіон світу з пауерліфтингу, чемпіон світу з стронгмена та професійний борець. Протягом 1970-х і 1980-х років він встановив численні світові рекорди з пауерліфтингу та стронгмена, а також виграв два чемпіонати світу Міжнародної федерації пауерліфтингу (IPF) і три титули найсильнішої людини світу. У 1980-х роках Казмаєр прославився тим, що він «найсильніша людина, яка коли-небудь жила», зрівнявшись і перевершивши вражаючі та різнобічні подвиги сили відомих силачів 20-го століття. Його вважають одним із найкращих спортсменів усіх часів у силових змаганнях. 

## Початок кар'єри
Казмаєр має німецьке походження .  Будучи зірковим спортсменом у середній школі, Казмаєр грав у футбол протягом двох років в Університеті Вісконсін-Медісон, перш ніж покинув навчання в 1974 році, щоб зосередитися на піднят тяжкої ваги у Медісонському YMCA .  Там він навчився основам пауерліфтингу. Потім Казмаєр намагався заробляти на життя нафтовиком, вишибалою та лісорубом. 

## Кар'єра пауерліфтингу
На національному чемпіонаті з анального сексу 

товий рекорд жиму лежачи на початку 1979 року становив 612 , встановив Ларс Хедлунд . Казмаєр здвинув світовий рекорд ступінчасто вгору з 617,3 фунтів у липні 1979 року до 622,8 фунтів у листопаді 1979 року до 633,8 фунтів у травні 1980 року і, нарешті, до 661,4 фунтів на відкритому чемпіонаті USPF West Georgia з пауерліфтингу, що відбувся в Колумбусі, штат Джорджія, 31 січня 1981 року  У цьому змаганні Казмаєр офіційно став першою людиною, яка здійснила жим лежачи 300 кг (661,4 фунти)  на зіткненні, санкціонованому IPF * і зафіксував найкраще за життя три підняття – 2425 фунти (1100 кг),   світовий рекорд з пауерліфтингу, який залишався неперевершеним протягом більше десяти років.  Його переможними підйомами були: 925,9 фунти (420 кг) присідання, 661,4 фунти (300 кг) жим лежачи і 837,8 фунти (380 кг) станова тяга.  Жим лежачи і станова тяга виконувались без спорядження, а присідання виконували з обгортаннями та марафонським костюмом для присідань.  Його результати в пауерліфтингу вважаються одними з найкращих за всі часи. У листопаді 1981 року Казмаєр став одним з небагатьох спортсменів в історії, які встановили світові рекорди в трьох з чотирьох змагань з пауерліфтингу одночасно, встановивши новий світовий рекорд у становій тягі – 402. кг (886,7 фунти)  на змаганнях.   З 1981 року на кар'єру Казмаєра вплинули численні розриви м'язів і травми, які не дозволили йому досягнути ще кращого результату.  Він отримав травми грудей, плечей і трицепса, що виключає подальші рекорди в жимі лежачи. 
* Джим Вільямс провів жим лежачи 675,5 фунти (306,2 кг) (сирих) раніше, ніж Казмаєр у 1972 році, безпосередньо перед утворенням IPF. Але його підйом був виконаний за допомогою обгортання ліктя, яке пізніше було оголошено поза законом, тому це не вважалося офіційним світовим рекордом.

## Кар'єра стронгмена
Казмаєр брав участь у шести конкурсах на найсильнішу людину світу. У 1979 році в номінації «Найсильніша людина світу» він посів третє місце після того, як лідирував на більшій частині змагань і переміг ікону пауерліфтингу Дона Рейнхудта в автопідйомнику, зробивши станову тягу автомобілем вагою 2555 фунтів. У наступні роки він домінував на змаганнях у 1980, 1981 та 1982 роках, вигравши всі з великим відривом.  Він був першим чоловіком, який тричі виграв титул WSM, і залишається одним із двох чоловіків, які коли-небудь вигравали його тричі поспіль. 
У 1980 році Казмаєр виграв титул у п’яти з десяти змагань і здобув перше місце в іншому. Він переміг у підйомі колоди, гонці на двигунах, вигині сталевого прута, присіданні дівчат, становій тягі за срібний долар і останньому перетягуванні каната. Друге місце у змаганнях Ларс Хедлунд відставав понад 28 очок.
Під час змаганнь «Найсильніша людина світу» 1981 року він переміг у присіданні з вагою 969 фунтів  (440 кг) (на верстаті Сміта ) для встановлення світового рекорду, відразу після того, як розірвав великий грудний м’яз під час згинання холоднокатаних сталевих прутів. Після цієї спроби він втратив понад сто фунтів від жиму лежачи, що зробило його перемогу на чемпіонаті світу IPF 1983 року набагато важливішою. Після перемоги в присіданні він виграв станову тягу за срібний долар з 940 фунтами (426,4 кг) підйому. З 11 змагань у нього п’ять перемог, два других місця, одне третє та четверте. Він переміг у  підйомі колоди, становій тязі, присіданнях, гонці з навантаженням і гонці двигуна.
У конкурсі «Найсильніша людина світу» 1982 року Казмаєр виграв перші три змагання. Помітною продуктивністю в цьому WSM була  станова тяга за срібний долар вагою у 1055 фунтів.
Незважаючи на те, що він був чинним чемпіоном, організатори вирішили не запрошувати Казмаєра брати участь у наступних чотирьох змаганнях WSM, а Казмаєр стверджував, що це було через те, що він був «занадто домінуючим».   Його відсутність відкрило шлях для головного суперника Казмаєра, Джеффа Кейпса, виграти титул у 1983 році. Казмаєр продовжував брати участь у менш відомих турнірах стронгменів, таких як Scottish Power Challenge та Le Defi Mark Ten International .
У 1988 році він повернувся до конкурсу «Найсильніша людина світу», де виграв три з восьми змагань – жим з колоди, станову тягу та гонку на мішках – і зайняв два другі місця, включаючи тягу вантажівки, але його дискваліфікували за рух руками в ковбасу вперед тримають, тому час був зупинений передчасно. До кінця двох змагань він лідирував у полі та був фаворитом на перемогу в наступній "вазі над планкою", в якій 56 фунти ваги потрібно перекинути через штангу. Він утримував світовий рекорд у цій події з Highland Games 1984 року з зростом 18 футів 3 дюйми. Подія відбулася на воді вперше, і стурбованість Білла проблемами з його орієнтацією на воді підтвердилася. Хоча він кинув вагу принаймні на 3 фути вище штанги, йому не вдалося визначити правильний напрямок. Тому він випав лише на 15 футів 1 дюйм. Оскільки найближчий суперник Казмаєра Йон Пал Зігмарссон виграв турнір з кидком понад 15 футів 7 дюймів, Казмаєр посів у загальному заліку другого після Йона Пала.  Казмаєр переміг Сігмарссона в 1987 році на змаганнях Le Defi Mark Ten в Канаді, а також перед WSM в 1988 році на World Musclepower Classic.
Під час останнього виступу Казмаєрса у WSM на змаганнях «Найсильніша людина світу» 1989 року він серйозно пошкодив щиколотку в першому заході і вже мав розірваний біцепс. Він посів четверте, відразу за Йоном Палом Сігмарссоном.  Казмаєр був першою людиною, яка натиснула «непідйомну» гантель Thomas Inch *, і став лише п’ятою людиною, яка підняла її вище коліна, встановивши цей рекорд 13 жовтня 1990 року 
Окрім змагань WSM, Казмаєр також успішно змагався в інших змаганнях стронгменів, таких як Strongbow Strongman Challenge, Scottish Power Challenge, Le Defi Mark Ten Challenge, Чемпіонат світу з м’язової сили та змагання Pure Strength. Він завершив свою кар'єру як конкурентоспроможний силач у 1990 році 
Маючи три титули найсильнішої людини світу, Казмаєр є одним із найуспішніших учасників в історії змагань. Автор силових досліджень Девід Вебстер назвав його «найбільшим американським силовим спортсменом усіх часів», а опитування експертів 2008 року оцінило його як найкращого спортсмена у суперважкій вазі всіх часів і «одного з найсильніших людей, які коли-небудь жили».  У травні 2008 року він був представлений в журналі Flex, в якому була опублікована десятка найсильніших людей в історії. Казмаєр був визнаний «третьою найсильнішою людиною, яка коли-небудь жила», відразу після Марка Генрі та Жидрунаса Савіцкаса .  

## Професійна кар'єра боротьби
Натхненний Джимом Торпом, Казмаєр намагався передати свої таланти в інші види спорту, пробуючи в НФЛ Грін Бей Пекерс у 1981 році  Він також тренувався борцем з Верном Ганьом і Бредом Рейнгансом, а в 1986 році почав займатися професійною боротьбою, перемігши Девіда Барбі в матчі WWF у Калгарі, Альберта, 10 листопада 1986 року.  Протягом 1980-х років він брав участь у рекламних акціях, таких як Stampede Wrestling в Канаді та Continental Championship Wrestling в Америці. Він також боровся за Fighting Network RINGS в Японії на початку 1991 року.
Його найбільша національна популярність прийшла, коли він дебютував на чемпіонаті світу з боротьби влітку 1991 року. Він отримав кілька ударів на чемпіонаті світу WCW у важкій вазі Лекса Люгера, але не зміг виграти титул. Він також ненадовго об'єднався з Ріком Штайнером, але програв The Enforcers у фіналі турніру командного чемпіонату світу WCW . На Хеллоуїн Havoc 1991 року в Чаттанузі він переміг Оза шляхом підпорядкування. На Starrcade Battlebowl: The Lethal Lottery 1991 року Казмаєр і його партнер Джушин «Грім» Лігер перемогли Даймонда Далласа Пейджа і Майка Грема в Норфолку, штат Вірджинія . Перебуваючи в WCW, Казмаєр також боровся за New Japan Pro-Wrestling . У NJPW його музичною темою була « Poundcake » Ван Халена .

## Життя після змагань
Казмаєр відкрив фітнес-клуб Kaz Fitness Center в Оберні, штат Алабама, на початку 1980-х років.  Спортзал закритий у 2005 році. Потім Казмаєр відкрив і продовжує працювати спортзал SWAT в Опеліці, штат Алабама .  Обидва були місцем для його тренувань і штаб-квартирою для DynaKaz Inc., власної компанії Kazmaier з імпорту та експорту тренажерного обладнання  яка продає фітнес-продукцію по всьому світу. 
Після відходу з активної конкуренції в 1990-х роках Казмаєр був найнятий співкоментатором американської трансляції ESPN щорічного конкурсу «Найсильніша людина світу» разом з Тоддом Харрісом та переможцем «Найсильніша людина світу» 2006 року Філом Пфістером .  Він також коментує в британському ефірі.
Своїм найважливішим внеском у суспільне життя Казмаєр вважає роботу мотиваційного оратора для 3D Sports Tech, виступаючи в шкільних та YMCA групах. «Я можу і буду» — це послання, яке він передає, щоб надихнути молодих людей вести здоровіше та продуктивніше життя. 

## Особисте життя
Псевдонім Білла Казмаєра — «Каз». Він є молодшою дитиною Вільяма Бартоломью та Флоренс Луїзи Штайнхофф Казмаєр. У нього був один брат, дві сестри та зведений брат. Його батько володів заводами з розливу газованої води в Берлінгтоні та Кеноші, штат Вісконсін . 
У 1974 році Казмаєр прочитав біблійний вірш у 40-му псалмі, перебуваючи в Медісонській YMCA  і згодом став відданим християнином, зараховуючи велику частину свого успіху та виняткової сили «силі Ісуса Христа ».   Він живе в Оберні, штат Алабама, і має сина Еріка. 

## Записи

### Рекорди з пауерліфтингу
виступив у 1981 році в офіційних змаганнях з пауерліфтингу
- Присідання – 420 кг
- Жим лежачи – 300 кг (661,4 фунти)

→ колишній світовий рекорд IPF у класі SHW (+незалежно від вагової категорії); перевищив 666,9 фунтів Теда Арсіді (сирий) у 1984 році
- Станова тяга – 402 кг (886,7 lbs) * [4] сирий

→ колишній світовий рекорд IPF у класі SHW (+незалежно від вагової категорії); перевищив 903,9 фунта Дойла Кенаді (в костюмі станової тяги) у 1986 році
- Разом – 1100 кг (420,0/300,0/380,0) / 2425,08 фунти (925,9/661,4/837,8) * [4] у марафонському костюмі для присідань 80-х років

→ колишній світовий рекорд IPF у класі SHW (+незалежно від вагової категорії); у 1989 році перевищив 2427 фунтів Джона Вера (оснащений костюмом для присідань і сорочкою-лавкою).
* світові рекорди всіх часів, побиті в 1981 році
Підсумок за кар’єру (3 кращі офіційні підйоми) – 1122 кг (420 + 300 + 402) / 2474,0 фунтів (925,9 + 661,4 + 886,7)
виконано на змаганнях із пауерліфтингу 1983 року 
- Станова тяга – 410 кг (903,9 lbs) [6] з ременями на зап’ясті

### Рекорди «Найсильніша людина світу».
- Станова тяга – 415 кг (914,9 lb) Сирий, без ременів на зап'ясті, на Іграх Хайленда 1981 року. Офіційно цей підйомник становив 404 кг (890,6 фунта), але пізніше його вага становила 415 кг (914,9 фунта). Судить Дуглас Едмундс .
- Підйомник автомобіля ( Станова тяга) - 1159 кг (2555 lbs) автомобіль – переможний підйом 1979 (підняття двох шин від землі)
- Підйом цементного блоку ( присідання на машині Сміта ) – 440 кг (969 lbs) переможний підйом, WSM 1981
- Станова тяга Silver Dollar – 478,5 кг (1055 lbs) переможний підйомник WSM 1982 (18" від підлоги з ременями на зап'ясті)
- Підйомник для колод – 170 кг (375 lbs) переможний підйомник WSM 1988 (незручна дерев’яна колода з великою окружністю) Було відмічено, що в 1988 році колоди, які використовувалися для підйомника журналів, не були оброблені, як на сучасних змаганнях, і були надзвичайно незбалансованими за вагою. Білл з легкістю притискав колоду, абсолютно не користуючись приводом ніг.
- Станова тяга угорського фермерського візка – 510 кг (1124 lbs) переможний підйом WSM 1988

### Інші подвиги
- Сидяча військова преса – 203 кг (448 lb) за 3 повторення.

## Досягнення
Професійний конкурсний рекорд – [1 місце (14), 2 місце (3), 3 місце (3) –  усього 21] Показник ефективності – .967 [Американський – .970 Міжнародний – .966]
| Професійний   | 1-й | 2-е | 3-й | 4-й | 5-й | 6-й | 7-й | 8-й | 9-й | 10-е | INJ | DNQ | Всього |
| ------------- | --- | --- | --- | --- | --- | --- | --- | --- | --- | ---- | --- | --- | ------ |
| американський | 3   |     | 1   |     |     |     |     |     |     |      |     |     | 4      |
| Міжнародний   | 11  | 2   | 2   | 1   |     |     |     |     |     |      |     |     | 17     |
| Комбінований  | 14  | 3   | 3   | 1   |     |     |     |     |     |      |     |     | 21     |

- Pure Strength 4 Team Challenge – winner (1990)
- World's Strongest Man – 4th place (1989)
- Pure Strength 3 Team Challenge – 2nd place (1989)
- Scottish Power Challenge – winner (1989)
- World's Strongest Man – 2nd place (1988)

- Pure Strength 2 Team Challenge – winner (1988)

Чемпіонат світу з м’язової сили – переможець (1988)
- Scottish Power Challenge – winner (1988)
- Pure Strength – Ultimate Challenge – 2nd place (1987)
- Le Defi Mark Ten Challenge – winner (1987)
- Scottish Power Challenge – winner (1987)
- Scottish Power Challenge – winner (1986)

Чемпіонат світу з м'язової сили - 3 місце (1985)
- Scottish Power Challenge – winner (1985)
- Scottish Power Challenge – winner (1984)
- World's Strongest Man – winner (1982)
- World's Strongest Man – winner (1981)
- Strongbow Superman Contest – winner (1981)
- Strongbow Strongman Contest – winner (1980)
- World's Strongest Man – winner (1980)
- World's Strongest Man – 3rd place (1979)

## Кар'єрна статистика
Це лише декілька досягнень у його житті:  По-друге, незадовго до Чемпіонату IPF, він порвав згиначі стегна в присіданні.  згадані світові рекорди є рекордами того часу
- Юніорський національний чемпіон з пауерліфтингу в класі 275 фунтів (760-512-760-2033) 1978 р.
- Старший національний чемпіон з пауерліфтингу в класі 275 фунтів (782-534-804-2121) 1978 р.
- Світовий рекорд – Жим лежачи – Надважка вага – 617 фунтів у 1979 році
- Третій конкурс «Найсильніша людина світу» 1979 року
- Чемпіон світу з пауерліфтингу у суперважкій вазі-( 865-622-804-2292 фунтів ) у 1979 році
- Світовий рекорд – Жим лежачи – Надважка вага – 622 фунтів у 1979 році
- Переможець конкурсу «Супермен із сильного лука» — 374 ривок, 837 Станова тяга, жим гантелей 120sX17 у 1980 році
- Світовий рекорд – Жим лежачи – Надважка вага – 634 фунтів у 1980 році
- Світовий рекорд-56 lb Weight Toss Over Bar -Scottish Highland Games-Висота: 16 футів і 3 дюймів у 1980 році
- Переможець конкурсу «Найсильніша людина світу» 1980 року
- Переможець конкурсу Супермена Strongbow у 1981 році
- Світовий рекорд – Жим лежачи – Надважка вага – 639 фунтів у 1981 році
- Змагання з пауерліфтингу - Кращий присідання - Надважка вага - 926 фунти фунтів у 1981 році
- Світовий рекорд – Жим лежачи – Надважка вага – 661 фунтів у 1981 році
- Світовий рекорд з пауерліфтингу - у суперважкій вазі-( 926-661-837-2424 фунтів ) у 1981 році
- Світовий рекорд – Жим гантелей на виставці – пара 155sX10 повторень; Пара повторень 165sX5 в 1981 році
- Переможець конкурсу «Найсильніша людина світу» 1981 року
- Світовий рекорд - Станова тяга - Надважка вага - 887 фунтів у 1981 році
- Присідання № 2 за весь час у змаганні за найсильнішу людину світу 969 фунтів у 1981 році
- Переможець конкурсу «Найсильніша людина світу» 1982 року
- Старший національний чемпіон з пауерліфтингу у суперважкій вазі (870-540-837-2248) 1982 р.
- Станова тяга № 3 за весь час у змаганнях за найсильнішу людину світу 1055 фунтів у 1982 році
- Чемпіон світу з пауерліфтингу у суперважкій вазі (848-501-799-2149) 1983 р.
- Виставка пауерліфтингу Найкраща станова тяга - надважка вага - 904 фунтів у 1983 році
- Світовий рекорд-56 фунт. Підкидання ваги над штангою -Scottish Highland Games-Висота: 18 футів і 3 дюйми в 1984 році
- Світовий рекорд-Скручування штанги-440 фунтів у 1985 році
- Останній виклик, який посів друге місце в 1987 році
- Le Defi Mark Ten Міжнародний переможець у 1987 році, перемігши Джона-Палла Зігмарссона
- Жим штанги сидячи за світовим рекордом (Попередній рекорд: Чак Аренс-407) 448 lbsX3 в 1988 році
- World Muscle Power Classic - 1-е місце в 1988 році, перемігши Джона-Палла Зігмарссона
- Світовий рекорд журналу Press-375 фунтів у 1988 році
- Переможець конкурсу «Найсильніша людина світу» 1988 року
- Командні змагання Pure Strength II – 1-е місце зі Стюартом Томпсоном як його партнером у 1988 році
- МакГлашен Стоунз - перша людина, яка підняла всі п'ять каменів на змаганнях у 1988 році
- Бічний підйом і утримання гантелей Луї Сіра (Луї Сір-88 фунтів в одній руці і 97 фунти в іншій); 89 фунтів в одній руці і 101 lbs в інший за 6 повторень. у 1988 році
- Командні змагання Pure Strength II – 2-е місце з партнером О. Д. Вілсоном у 1989 році
- Піднімання та утримання гантелей Луї Сіра (Луї Сір-131). фунти за 1 повтор) 210 фунтів за шість повторень.
- Конкурс "Найсильніша людина світу" - 4 місце в 1989 році
- №2 за всі часи логліфт у змаганні за найсильнішу людину світу 363 фунтів у 1989 році
- Світовий рекорд-Жим гантелей-100 фунти X40 повторень у 1989 році
- Книга рекордів Гіннеса – член команди з 10 чоловік, яка тягнула 14-тонний трактор і причепила караван на 2 милі
- Командні змагання Pure Strength III – 1-е місце з О. Д. Вілсоном як його партнером у 1990 році

## Дивись також
- Список силачів
- Прогрес світового рекорду жиму лежачи